# 2018년 동계 올림픽 헝가리 선수단
2018년 동계 올림픽 헝가리 선수단은 대한민국 평창에서 개최되는 2018년 동계 올림픽에 참가하는 올림픽 헝가리 선수단이다.

## 메달 집계

### 종목별 참가 선수 및 메달 수
| 종목              | 참가 선수 | 1 | 2 | 3 | 메달 합계 |
| ----------------- | --------- | - | - | - | --------- |
| 쇼트트랙          | 10        | 1 |   |   | 1         |
| 스피드스케이팅    | 1         |   |   |   |           |
| 알파인 스키       | 4         |   |   |   |           |
| 크로스컨트리 스키 | 2         |   |   |   |           |
| 프리스타일 스키   | 1         |   |   |   |           |
| 피겨 스케이팅     | 1         |   |   |   |           |
| 합계              | 19        | 1 | 0 | 0 | 1         |

## 종목별 성적

### 스피드 스케이팅
남자
| 선수        | 세부 종목  | 기록    | 순위 |
| 너지 콘라드 | 남자 1000m | 1:09.92 | 21   |
| 너지 콘라드 | 남자 1500m | 1:49.01 | 29   |

### 피겨 스케이팅
| 선수 | 세부 종목 | 쇼트 프로그램 | 쇼트 프로그램 | 프리 스케이팅 | 프리 스케이팅 | 합계 | 합계 |
| 선수 | 세부 종목 | 점수          | 순위          | 점수          | 순위          | 점수 | 순위 |